# Mouwband Metz 1944
De Ärmelband Metz 1944 was een actie en dapperheidsonderscheiding van de Duitse Wehrmacht in de Tweede Wereldoorlog. Het werd geïntroduceerd door Hitler in 1944, voor de Slag om Metz. De onderscheiding werd geschonken door Generalfeldmarschall Wilhelm Keitel in zijn hoedanigheid als hoofd van de Wehrmacht en toegekend "in naam van de Fürhrer".

## Criteria

### Gevechtsonderscheiding
De mouwband werd uitgereikt aan personen die tijdens de periode van 27 augustus tot 25 september gevochten hadden in de Slag om Metz en voldeden aan een van volgende criteria:
- Lid zijn van Kampfgruppe (gevechtsgroep) von Siegroth.
- Zeven dagen gevochten hebben in de Slag om Metz
- Gewond geraakt zijn of gestorven zijn tijdens de slag

De mouwband werd ook beschikbaar gemaakt voor alle eenheden van de Wehrmacht alsook voor de leden van de NSDAP zolang de voorwaarden voldaan zijn.

### Traditieonderscheiding
De onderscheiding werd ook ingesteld als traditieonderscheiding en werd uitgereikt aan alle leden van de Infanterie Kandidaat Officieren School VI in Metz. De onderscheiding mocht enkel gedragen worden tijdens schooltijd of dienst in de school. Als er iemand overgeplaatst werd of een student studeerde af moest de band van het uniform verwijderd worden.

## Beschrijving
De mouwband bestaat uit zwarte stof met centraal in hoofdletters "METZ 1944" in zilver geborduurd. Boven en onderaan is er een zilveren band geborduurd van 3 mm dik.
De Mouwband van Metz 1944 werd op de linker onderarm boven de manchet gedragen.

## Zeldzaamheid
Hoewel bewezen is dat de onderscheiding in het soldijboek werd genoteerd, is ze niet altijd overhandigd. Dit kwam omdat de onderscheiding gecreëerd werd 120 dagen voor het einde van de oorlog. Hierdoor was er een korte productietijd. Het opsporen van laureaten was, op het einde van de oorlog, niet zo gemakkelijk. Ook werd de school verplaatst van Metz naar Międzyrzecz. De precieze datum van de herlocatie is niet geweten. Dit gebeurde vermoedelijk in september van 1944. Het was voor de Duitsers niet houdbaar, door de geallieerde aanvallen, om de stad blijven te controleren in november 1944. Daardoor bestaat er twijfel over de echtheid van mouwbanden die te koop worden aangeboden.